# Breaking Into Society
Breaking Into Society er en amerikansk stumfilm fra 1923 af Hunt Stromberg.

## Medvirkende
- Carrie Clark Ward som Mrs. Pat O'Toole
- Bull Montana som Tim O'Toole
- Kalla Pasha som Pat O'Toole
- Francis Trebaol som Marty O'Toole
- Florence Gilbert som Yvonne
- Leo White